# Klemmhandmappe
Eine Klemmhandmappe dient dem Zusammenfassen von ungelochtem Schriftgut.
Sie besteht aus Karton, ist etwas größer als DIN A4 und hat links einen mehrfach gefalzten, umgebogenen Rand, der eine stählerne Klemmfeder enthält und nur einen schmalen Rand des obersten Schriftstücks verdeckt.
Das Schriftgut wird bei herausgezogener Klemmfeder in den Rand eingelegt und durch das Einschieben der Klemmfeder festgehalten. Hersteller empfehlen eine maximale Anzahl von 10 Blatt.
Klemmhandmappen werden in Behörden für in der Vorgangsbearbeitung befindliche Schriftstücke verwendet.